# جین کاب-یونگ
جین کاب-یونگ (انگلیسی: Jin Kab-yong؛ زادهٔ ۸ مهٔ ۱۹۷۴) بازیکن بیس‌بال اهل کره جنوبی است.
وی در مسابقات کشوری و بین‌المللی در مجموع برندهٔ ۱ مدال طلا شده‌است.